# 伊尔瑟奈姆
伊尔瑟奈姆（法語：Hilsenheim，法語發音：[ilzənaim]）是法国下莱茵省的一个市镇，位于该省南部偏东，属于塞莱斯塔-埃尔什泰因区。

## 地名
由于语源问题，该地名“Hilsenheim”拼读方式不符合法语正字法，其标准发音为[ilzənaim]，根据实际发音其应译作“伊尔瑟奈姆”，《世界地名翻译大辞典》与《世界地名译名词典》将其纯按法汉译音表译作“伊尔斯内姆”且漏译了/ə/。

## 地理
伊尔瑟奈姆（48°17'20"N, 7°33'55"E）面积19.91 平方千米，位于法国大東部大區下莱茵省，该省份为法国大陆部分最东部的省份，是阿尔萨斯的一部分，今与上莱茵省组成了阿尔萨斯欧洲集体，其南至上莱茵省，西南接孚日省和默尔特-摩泽尔省，西接摩泽尔省，北与德国接壤，东侧沿莱茵河与德国相望。
与伊尔瑟奈姆接壤的市镇（或旧市镇、城区）包括：塞尔梅尔桑、宾德奈姆、埃贝尔斯曼斯泰、科格奈姆、米特索尔茨、罗斯费尔德、维特奈姆、维蒂赛姆。
伊尔瑟奈姆的时区为UTC+01:00、UTC+02:00（夏令时）。

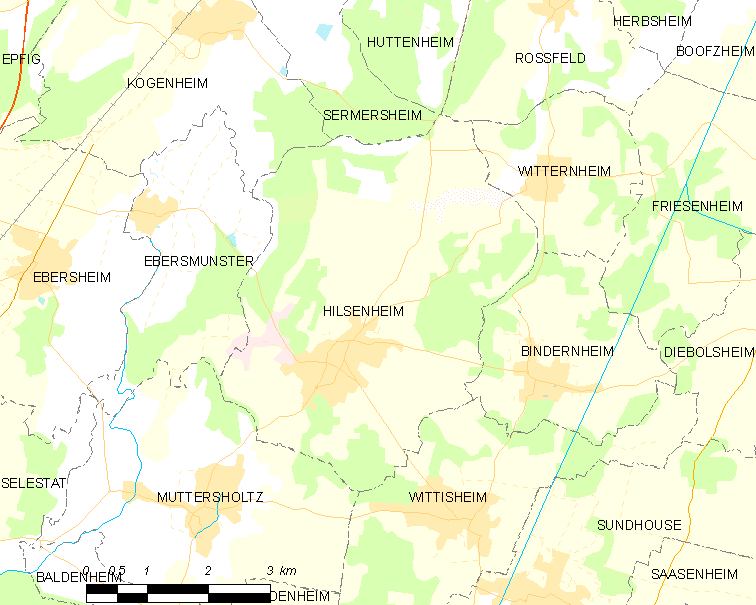
伊尔瑟奈姆的OSM定位图

## 行政
伊尔瑟奈姆的邮政编码为67600，INSEE市镇编码为67196。

## 政治
伊尔瑟奈姆所属的省级选区为塞莱斯塔县。

## 人口

1962-2008年间伊尔瑟奈姆人口变化图示

伊尔瑟奈姆于2022年1月1日时的人口数量为2615人。